# Xenoplectus
Xenoplectus armatus es una especie de araña araneomorfa de la familia Gnaphosidae. Es la única especie del género monotípico Xenoplectus.  

## Distribución
Es originaria de Argentina.